# Gran Premio Kooperativa
El Gran Premio Kooperativa (oficialmente: Grand Prix Kooperativa) fue una carrera ciclista que se disputaba en Eslovaquia, a finales del mes de mayo.
Se comenzó a disputar en 2004 en la categoría 1.5 (última categoría del profesionalismo). Desde la creación de los Circuitos Continentales UCI en 2005 se integró en el UCI Europe Tour, dentro de la categoría 1.2 (igualmente última categoría del profesionalismo). Su última edición fue la de 2009. 
Se corría sobre una distancia de 165 km.

## Palmarés
| Año  | Ganador           | Segundo            | Tercero           |
| ---- | ----------------- | ------------------ | ----------------- |
| 2004 | Laszlo Garamszegi | Martin Prázdnovský | Stanislav Kozubek |
| 2005 | Piotr Przydział   | František Raboň    | Kairat Baigudinov |
| 2006 | Peter Velits      | Jure Kocjan        | Radoslav Rogina   |
| 2007 | Kristjan Fajt     | René Andrle        | Marcin Sapa       |
| 2008 | Esad Hasanovic    | Nebojša Jovanović  | Artur Detko       |
| 2009 | Peter Sagan       | Oleksandr Sheydyk  | Rupert Probst     |

## Palmarés por países
| País       | Victorias |
| ---------- | --------- |
| Eslovaquia | 2         |
| Hungría    | 1         |
| Polonia    | 1         |
| Eslovenia  | 1         |
| Serbia     | 1         |